# Non è vero che sto bene
Non è vero che sto bene è un singolo del cantante italiano Sal Da Vinci, pubblicato il 20 dicembre 2024.

## Video musicale
Il videoclip ufficiale per la regia di Giuseppe Marco Albano è stato pubblicato il 20 dicembre 2024.

## Tracce
Testi di Sal Da Vinci, musiche di Luca Barbato.
1. Non è vero che sto bene – 3:55